# Bram Van Broekhoven
Bram Van Broekhoven, né le 4 juin 1992,, est un coureur cycliste belge.

## Biographie
Lors de la saison 2013, Bram Van Broekhoven se fait remarquer par ses qualités de grimpeur, alors qu'il court chez Ovyta-Eijssen-Acrog. 
En 2014, il rejoint le club VL Technics-Abutriek. Il s'illustre au niveau international en terminant de la Course de la Paix espoirs. La même année, il se classe sixième du Tour de la Bidassoa, onzième du Tour du Frioul-Vénétie julienne et douzième du Tour de la Vallée d'Aoste.
Après une difficile saison 2015, il retrouve un bon niveau en 2016 en terminant notamment deuxième de l'Arden Challenge, septième de la Flèche ardennaise et dixième du Tour du Jura. Au mois d'août, il prend la deuxième place du Tour du Piémont pyrénéen.

## Palmarès
- 2013
  - 3e du Mémorial Henri Garnier
- 2014
  - 2e de la Course de la Paix espoirs
- 2016
  - 2e de l'Arden Challenge
  - 2e du Tour du Piémont pyrénéen
- 2018
  - 3e de Romsée-Stavelot-Romsée

## Classements mondiaux
| Année           | 2014 | 2015 | 2016   |
| --------------- | ---- | ---- | ------ |
| UCI Europe Tour | 346e |      | 1 489e |